# آسانچک
آسانچک (به لاتین: Asanchek) یک روستا در قرقیزستان است که در استان اوش واقع شده‌است. آسانچک ۶٬۱۶۳ نفر جمعیت دارد.